# Кантакузівка (Богодухівський район)
Кантаку́зівка — село в Україні, у Валківській міській громаді Богодухівського району Харківської області. Населення становить 123 осіб. До 2020 орган місцевого самоврядування — Сніжківська сільська рада.

## Географія

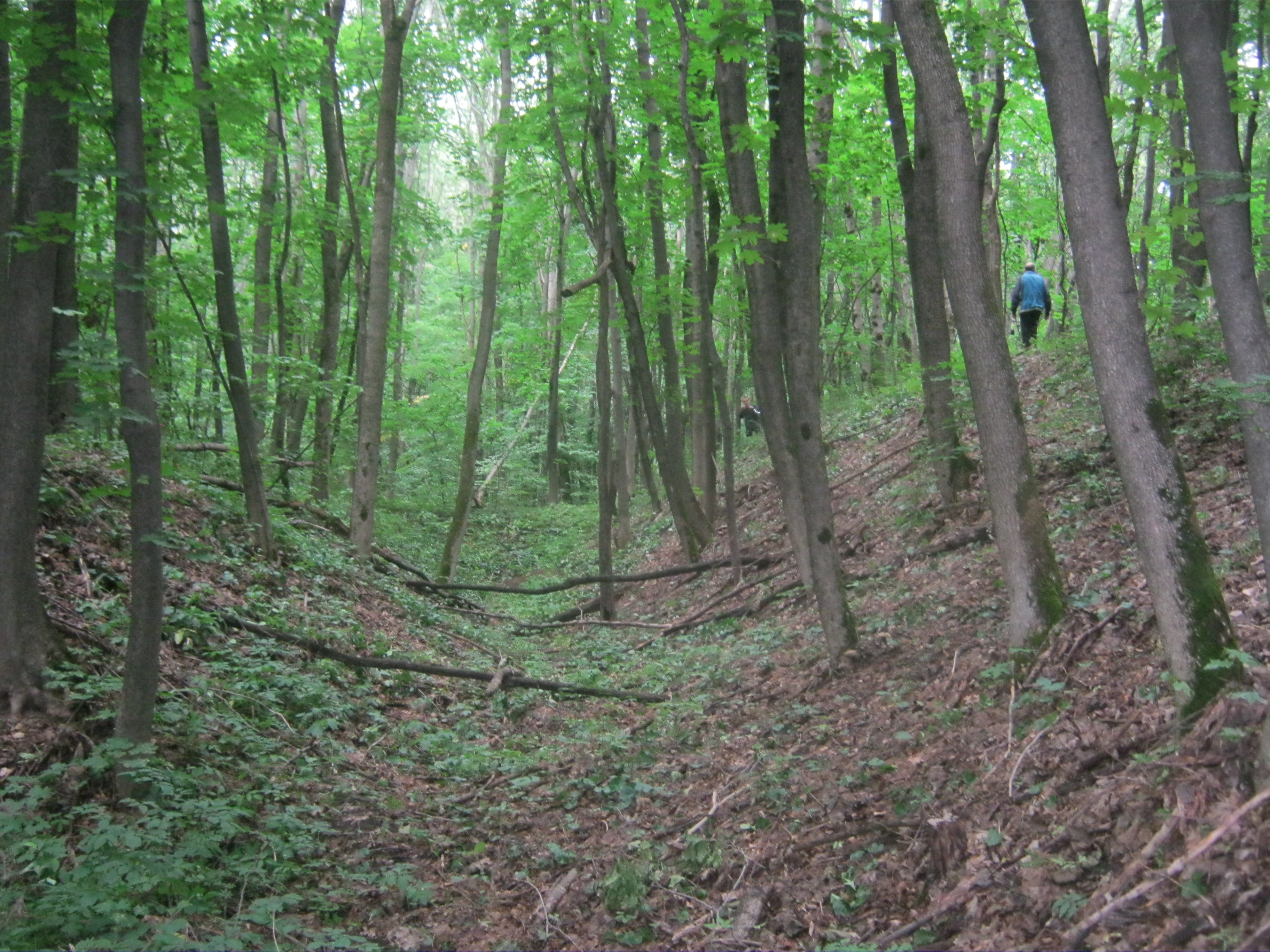
Кантакузівський вал. Вигляд з півдня.

Село Кантакузівка знаходиться на початку балки в якій бере початок один з витоків річки Шляхова. На відстані 2 км розташовані села Сніжків і Водопій. Поруч лісовий масив (дуб, ясен).

## Історія
Під час організованого радянською владою Голодомору 1932—1933 років померло щонайменше 36 жителів села.
12 червня 2020 року, розпорядженням Кабінету Міністрів України № 725-р «Про визначення адміністративних центрів та затвердження територій територіальних громад Харківської області», увійшло до складу Валківської міської громади.
19 липня 2020 року, в результаті адміністративно-територіальної реформи та ліквідації Валківського району, село увійшло до складу Богодухівського району.

## Населення

### Мова
Розподіл населення за рідною мовою за даними перепису 2001 року:
| Мова       | Кількість | Відсоток |
| ---------- | --------- | -------- |
| українська | 119       | 96.75%   |
| російська  | 4         | 3.25%    |
| Усього     | 123       | 100%     |